# 17 Геркулеса
17 Геркулеса (лат. 17 Herculis, HD 146604) — одиночная звезда в созвездии Геркулеса на расстоянии приблизительно 479 световых лет (около 147 парсек) от Солнца. Видимая звёздная величина звезды — +6,582m. Возраст звезды определён как около 1,175 млрд лет.

## Характеристики
17 Геркулеса — жёлто-оранжевый гигант спектрального класса G7, или K0. Масса — около 2,789 солнечных, радиус — около 9,74 солнечных, светимость — около 56,074 солнечных. Эффективная температура — около 4855 K.

## Планетная система
В 2019 году учёными, анализирующими данные проектов HIPPARCOS и Gaia, у звезды обнаружена планета.